# Найдёнов, Николай Александрович (1834)
Николай Александрович Найдёнов (7 (19) декабря 1834, Москва, Российская империя — 28 ноября (11 декабря) 1905, там же) — московский предприниматель, банкир
, краевед, мемуарист, меценат, издатель альбомов «Москва. Соборы, монастыри и церкви» (1882). Отец банкира А. Н. Найдёнова, дядя писателя А. М. Ремизова.

## Биография
Николай Найдёнов — представитель третьего поколения старомосковской семьи Найдёновых. Родился 7.12.1834 года в Москве. Его отец Александр Егорович и дед Егор Иванович занимались текстильным производством в Москве. В 1844—1848 годах учился в Петропавловском мужском училище при лютеранской церкви Святых Петра и Павла. С 1864 года, после смерти отца, Николай Найдёнов возглавил торговый дом «А. Найдёнов и сыновья».
В 1860-х годах началась и общественная деятельность Найдёнова. С 1866 года и до конца жизни Найдёнов — гласный (депутат) Московской городской думы от купеческого сословия. Найдёнов — один из ведущих представителей деловых кругов и общественных деятелей Москвы того времени.
В 1871 году вместе с Павлом Рябушинским и Василием Якунчиковым он стал учредителем Московского Торгового банка, который возглавлял до своей кончины.
С 1876 года занимал ключевую должность в купеческом мире Москвы. Его избирали председателем Московского биржевого комитета — центральной профессиональной организации московского купечества. Он являлся председателем комитета — делового и политического объединения московских финансистов — до самой смерти в 1905 году.
В 1892 году к найдёновскому Торговому банку перешёл контрольный пакет паёв Товарищества Купавинской суконной фабрики братьев Бабкиных. Банк Найдёнова финансировал в первую очередь предприятия его клана, например, Московское торгово-промышленное товарищество, поставлявшее среднеазиатский хлопок, Купавинскую суконную фабрику и др.
В 1902 году он основал Московско-Кавказское нефтепромышленное товарищество в Баку, во главе которого стали его сын А. Н. Найдёнов и нефтяной магнат Павел Гукасов.
В Московской городской думе Найдёнов активно занимался делами города — работал в шести думских комиссиях. Был членом комиссии по перестройке городских Торговых рядов (1873), по устроению Промышленной выставки в Москве (1878) и др. По его инициативе 25 мая 1877 года на заседании Московской городской думы решено составить фундаментальное историческое описание Москвы, и он был выбран председателем комиссии по составлению исторического описания города Москвы, автором которого стал историк Иван Забелин.
Найдёнов внёс огромный вклад в развитие краеведения и истории Москвы. На свои средства он выпустил ряд уникальных изданий, ставших классикой московского краеведения. С целью «сохранения на память будущему вида существующих в Москве храмов» он организовал масштабную фотосъёмку сохранившихся храмов, церквей и монастырей Москвы. В 1880—1890-х годах вышло всего 14 альбомов с 680 фотографиями города (в том числе издание «Москва. Соборы, монастыри и церкви» в четырёх томах в 1883 году) — энциклопедия Москвы конца XIX века. Финансировал издание книг по истории населения Москвы, девятитомные «Материалы по истории московского купечества» (1883—1889).
Найдёнов значительную часть своего времени уделял вопросам образования молодёжи — по его инициативе возник ряд специальных коммерческих и других училищ. Занимался разработкой проектов экономических реформ, совместно с министром финансов Сергеем Витте, правительственных постановлений, формированием принципов и задач сословных купеческих учреждений.
Награждён орденами Святого Станислава 1-й степени и Белого орла. В 1901 году публично отказался от предложенного возведения в потомственное дворянство: «Я купцом родился, купцом и умру».
Скончался в Москве 28 ноября (11 декабря) 1905 года. Отпевали его в церкви Святого Ильи Пророка на Воронцовом поле. Был погребён в Покровском монастыре в Москве.

## Издания Найдёнова
- «Москва. Соборы, монастыри и церкви», 1882—1883, Ч.1-4. М.1883.
- «Москва. Виды некоторых городских мест, храмов, примечательных зданий и других сооружений», 1884—1890, Ч.5 М.1891.
- «Москва. Соборы, монастыри и церкви», 1882—1883, в 4 тт. М.: ТОНЧУ, 2004
- Найденов Н.А. Воспоминания о виденном, слышанном и испытанном. — Москва ; Берлин: Директ-Медиа, 2021. — 300 с. — ISBN 978-5-4499-2700-2.
- Найденов Н. А. Воспоминания о виденном, слышанном и испытанном. В 2 т. – М.: Типо-лит. т-ва И.Н. Кушнерев и К°, 1903–1905. – 113, 170 с.
- Н. А. Найдёнов, «Воспоминания о виденном, слышанном и испытанном», — М.: ТОНЧУ, 2007, ISBN 978-5-91215-017-3
- Н. А. Найденов. Москва Снимки с видов местностей, храмов, зданий и других сооружений. Ч. 1-4. 1886
- Н. А. Найдёнов. Село Батыево. Материалы для истории его населения XVII—XIX вв.-М., 1889
- Книги из серии «Материалы для истории города» на сайте «Руниверс»:
  - Вятка. Материалы для истории города XVII и XVIII столетий
  - Зарайск. Материалы для истории города XVI—XVIII столетий
  - Малоярославец. Материалы для истории города XVII и XVIII столетий
  - Переславль-Залесский. Материалы для истории города XVII и XVIII столетий
  - Тобольск. Материалы для истории города XVII и XVIII столетий. — М., 1885.
  - Торопец. Материалы для истории городов XVII и XVIII столетий
  - Устюг Великий. Материалы для истории города XVII и XVIII столетий